# 1. Deutsches Polizeioldtimer-Museum

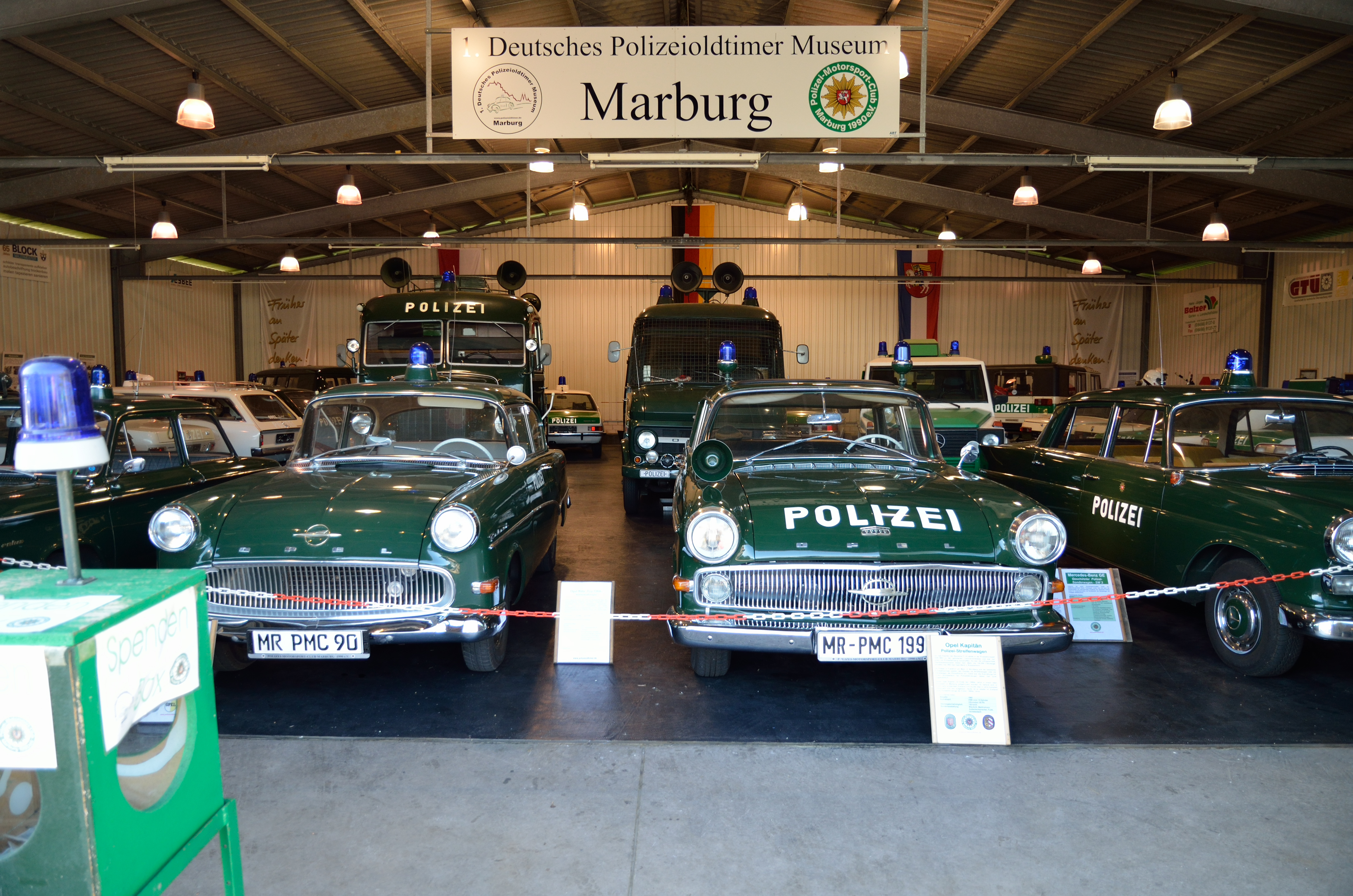
Halle I des Polizeioldtimer-Museums

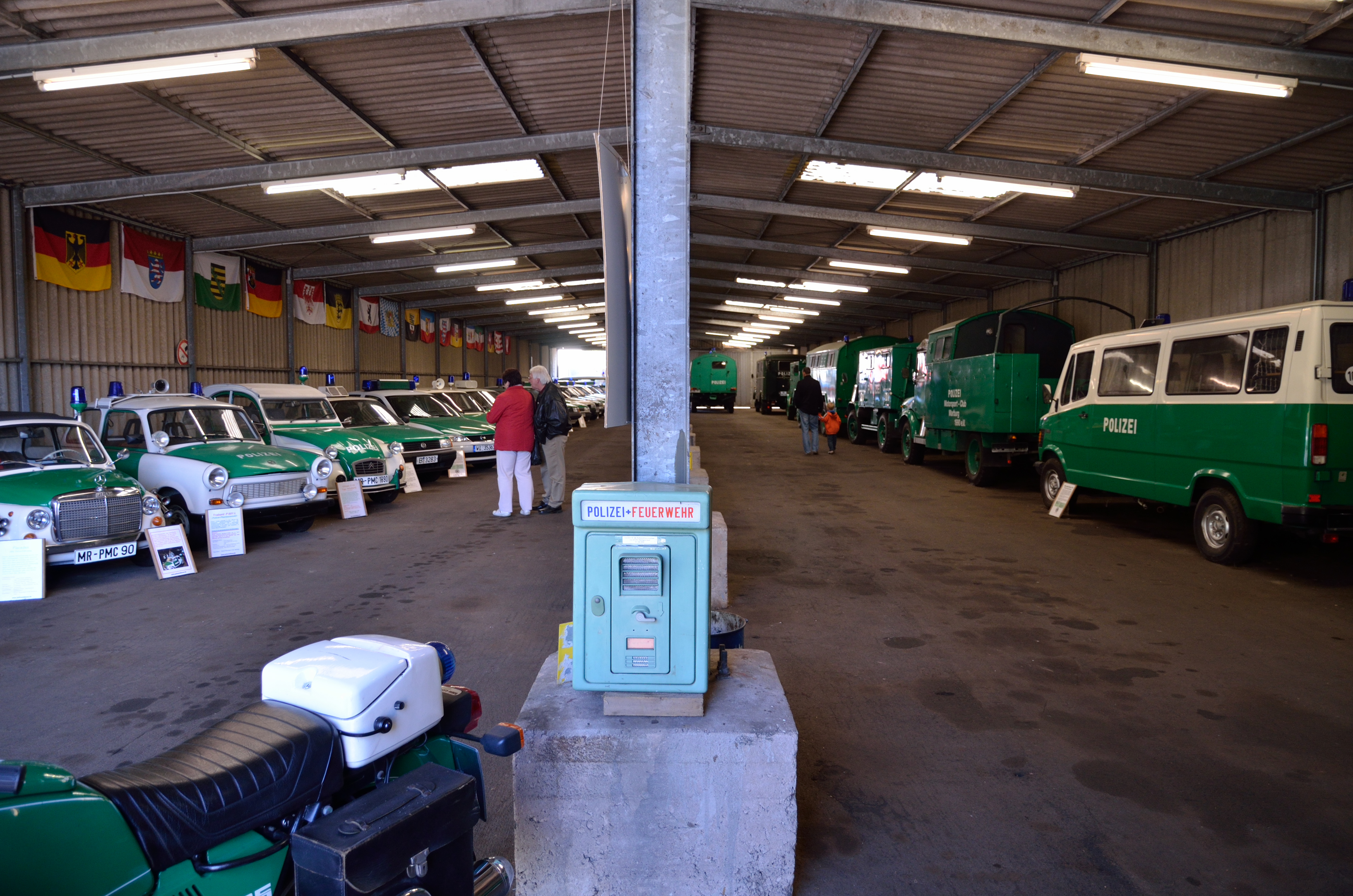
Halle II des Polizeioldtimer-Museums

Das 1. Deutsche Polizeioldtimer-Museum ist ein Polizei-Museum im Stadtteil Wehrshausen (Ortsteil Neuhöfe) der hessischen Stadt Marburg. Das Museum zeigt Fahrzeuge aus mehreren Jahrzehnten deutscher Polizeigeschichte.

## Geschichte
Die Gründungsfeier fand am 24. Juni 2000 im Rahmen der Feier zum zehnjährigen Bestehen des Polizei-Motorsport-Clubs Marburg 1990 e. V. statt. Schirmherr war der hessische Innenminister Volker Bouffier. Die Sammlung historischer Polizeifahrzeuge war ursprünglich ein Nebenaspekt des 1990 gegründeten Clubs. Als erstes historisches Polizeifahrzeug erwarb der Club 1991 einen Opel Rekord P1 aus den 1950er Jahren. Bald kamen weitere historische Einsatzfahrzeuge hinzu. Die offizielle Einweihung des Museums erfolgte nach Umbauarbeiten am 12. Juli 2003. Seit dieser Zeit gibt es von April bis Oktober regelmäßige Öffnungstermine, in der Regel sonntags.

## Exponate
Im Mittelpunkt des Museums stehen die historischen Polizeifahrzeuge des Polizei-Motorsport-Clubs Marburg, der das Museum ehrenamtlich betreibt. Die Fahrzeugsammlung ist inzwischen eine der größten in Deutschland und umfasst über 100 Polizeifahrzeuge unterschiedlichster Bauart. Zu sehen sind beispielsweise Polizeimotorräder, Streifenwagen, gepanzerte Sonderwagen, Wasserwerfer und schwere Fahrzeuge aus dem Polizeidienst. Auch ein Schwimmwagen gehört zu den Ausstellungsstücken. Einige der Fahrzeuge wurden aus mehreren anderen Modellen originalgetreu rekonstruiert.
Weitere polizeiliche Exponate, Infotafeln und Fotos geben dem Besucher Einblicke in die Motorisierung der deutschen Polizei seit Beginn des 20. Jahrhunderts. Der Schwerpunkt des Museums liegt auf der Zeit nach dem Zweiten Weltkrieg.
Fahrzeuge aus den Beständen des Museums werden auch für Fernseh- und Filmaufnahmen zur Verfügung gestellt, beispielsweise im Jahr 2007 fünf Fahrzeuge für die Dreharbeiten zum Kinofilm Der Baader Meinhof Komplex.
Für die Restaurierung des Ex-Filmautos vom Typ BMW 501, bekannt aus der Polizeiserie Funkstreife Isar 12, erhielt das Team des Polizei-Motorsport-Clubs Marburg das Goldene Klassik-Lenkrad 2014 für die Restaurierung des Jahres. Im Jahr 2020 erhielt der Club die höchste Kulturauszeichnung des Landkreises Marburg-Biedenkopf verliehen, den Otto-Ubbelohde-Preis.